# Jack Rowley
John Frederick "Jack" Rowley (7 de octubre de 1920 - 28 de junio de 1998) fue un futbolista y entrenador inglés. 
Rowley fue vendido por el club AFC Bournemouth al Manchester United por £ 3,000. Era un atacante mortífero, por lo que fue apodado como The Gunner, en la década de los 40's y comienzo de los 50's. Su primer juego se dio en 1937 contra el Sheffield Wednesday. Ayudó al United a ganar en 1948 la Copa FA y en 1952 el campeonato de Liga. Se retiró en 1955 con 422 partidos para el club, habiendo anotado 208 goles.
Luego de ello se convirtió en gerente del Oldham Athletic, ganando la promoción a tercera división en 1963.

## Trayectoria

### Como jugador
| Club              | País       | Año       |
| ----------------- | ---------- | --------- |
| AFC Bournemouth   | Inglaterra | 1937      |
| Manchester United | Inglaterra | 1937-1954 |
| Plymouth Argyle   | Inglaterra | 1954-1957 |

### Como entrenador
| Club                       | País         | Año       |
| -------------------------- | ------------ | --------- |
| Plymouth Argyle            | Inglaterra   | 1955-1960 |
| Oldham Athletic            | Inglaterra   | 1960-1963 |
| AFC Ajax                   | Países Bajos | 1963-1964 |
| Wrexham AFC                | Gales        | 1966-1967 |
| Bradford (Park Avenue) AFC | Inglaterra   | 1967-1968 |
| Oldham Athletic            | Inglaterra   | 1968-1969 |